# Pavel Cristescu
Pavel Cristescu (născut Kleinman) (n.18 iunie 1913 – d. 26 mai 1986) a fost un comunist român, de origine evreiască, care a deținut funcția de șef al Miliției în perioada 1949-1952..
După modelul sovietic, conducătorii împuși țării, au pregătit din primăvară și au semnat H.C.Mul. 344/I5 martie 1951 cu privire la mutarea persoanelor ce ar dauna "construirii socialismului" și au însărcinat o Comisie Centrala compusă din cinci persoane care să "ducă la îndeplinire ordinul: Alexandru Draghic, Marin Jianu, general Mihas Burca, gen.lt. de miliție Pavel Cristescu și gen. maior de securitate Vladimir Mazuru.
La data de 15 martie 1951, generalul-locotenent de miliție Pavel Cristescu a fost numit unul din cei 5 membri ai unei comisii centrale, însărcinată prin HCM 344/I5 să acționeze la mutarea persoanelor care ar dăuna "construirii socialismului". Pe lângă generalul Pavel Cristescu, membrii acestei comisii centrale erau generalii de securitate Alexandru Drăghici, Marin Jianu, Mihai Burcă și Vladimir Mazuru.

## Distincții
- Medalia „40 de ani de la înființarea Partidului Comunist din Romînia” (6 mai 1961) „pentru activitate îndelungată în mișcarea muncitorească și merite în opera de construire a socialismului”[3]
- Ordinul Muncii cl. I (1963)[4]
- Ordinul „23 August” clasa a II-a (4 mai 1971) „cu prilejul aniversării a 50 de ani de la constituirea Partidului Comunist Român, [...] pentru activitate îndelungată în mișcarea muncitorească și merite deosebite în opera de construire a socialismului”[5]

CRISTESCU, Pavel (n. Fifca KLEINMAN) (18.VI.1913 – 26.V.1986) – ilegalist, cu stagiu recunoscut din 1931; cu fișă personală în Arhivele Comintern (INCOMKA, fond 495 (“România”), inv. 225, dosar nr. 2017, care indică varianta de nume nativ "Faivel Kleiman"); după război general, șeful Direcției Personal (1946-1948), respectiv șeful Direcției Generale a Miliției din M.A.I. (1949-1952); apoi timp de două decenii director general la Ministerul Industriei Chimice; încadrat pentru merite de voluntar antifascist ca rezervist, cu grad de locotenent-colonel, în Forțele Armate, prin Decretul regal nr. 2066 din 20 oct. 1947 (M.Of. nr. 253 din 1 nov. 1947, partea I-a, p. 9763); decorat în 1948 cu ordinul “Steaua R.P.R.” clasa a V-a, în 1963 (printr-un decret individualizat) cu Ordinul Muncii cls. I iar în 1971 cu ordinul “23 August” cls. a II.-a; (Jela 2001, Duțu et al. 2002: 52-3, Berindei, Dobrincu și Goșu 2009: 299; Levy 2002: 104; menționat și în C.P.A.D.C.R. 2006: 662/637, 803; Diamant 1979: 371; Sugarman f.a.: 108; M.Of. nr. 21 din 26 ian. 1949, partea I-a, p. 833);